# Hosokawa Shigekata
Hosokawa Shigekata est un nom japonais traditionnel ; le nom de famille (ou le nom d'école), Hosokawa, précède donc le prénom (ou le nom d'artiste).
 (juillet 2023).
Si vous disposez d'ouvrages ou d'articles de référence ou si vous connaissez des sites web de qualité traitant du thème abordé ici, merci de compléter l'article en donnant les références utiles à sa vérifiabilité et en les liant à la section « Notes et références ».
Hosokawa Shigekata (細川 重賢), né le 23 janvier 1721 et mort le 27 novembre 1785, est un samouraï et daimyo de l'époque d'Edo,.

## Jeunesse
Son père, Hosokawa Nobunori, est le 4e daimyo du clan Hosokawa, mais son frère aîné, le 5e daimyo, est tué par erreur car le blason de la famille d'une autre personne est similaire à celui du clan Hosokawa[réf. nécessaire].

## Daimyo
Il est le 6e seigneur de Kumamoto du clan Hosokawa, connu pour la réforme financière réussie du domaine de Kumamoto, pour avoir créé l'école han Jishūkan (en), l'école de médecine Saishunkan et avancé de nouvelles idées relatives au droit pénal.
Le domaine de Kumamoto connaît d'importantes difficultés financières. Le déficit à l'époque de l'administration de son père atteint 400 000 ryō. La situation financière de son han empire en raison de la pratique du sankin kōtai imposée par le shogunat Tokugawa ainsi qu'en raison d'une famine. Shigekata lui-même conserve une carte d'un prêteur sur gages afin de ne pas oublier les dures journées de sa jeunesse, lorsqu''il était l'un des vingt et un enfants nés de Hosokawa Nobunori[réf. nécessaire].

### La réforme de l'ère Hōreki
En 1752, il engage Hori Katuna, le grand bugyō, souvent traduit par « commissaire », « magistrat » ou « gouverneur », titre attribué aux agents de l'État du Japon pré-moderne. Hori se rend immédiatement à Osaka pour négocier un prêt avec la famille Kohnoike et d'autres, mais les riches familles d'Osaka refusent les demandes du domaine. Par la suite, Hori réussit à emprunter une grosse somme d'argent de Kajimaya en échange de 100 000 koku de riz. Kajimaya demande au domaine de Kumamoto des intérêts considérablement réduits[réf. nécessaire].
À l'origine, 100 koku par samouraï correspondent à 40 koku de riz, dont le samouraï obtient 40 %. Après la réforme, 20 koku sur 100 vont au samouraï, puis 13, ce qui signifie une réduction de 65 %. Le kokudaka (石高), ou système de koku, désigne un système de détermination de la valeur des terres à des fins de tribut à l'époque d'Edo et en exprimant cette valeur en koku de riz. Ce tribut n'est plus un pourcentage de la quantité réelle de riz récolté mais est évalué en fonction de la qualité et de la superficie de la terre. Le système est utilisé pour évaluer les revenus des daimyos ou des samouraïs sous l'autorité d'un daimyo. Le domaine de Kumamoto désire que les samouraïs soient satisfaits de la réforme et en même temps qu'ils se forment eux-mêmes comme samouraïs. L'une des idées fortes de la réforme consiste à construire une école han pour samouraïs et autres. Une autre idée est de réhabiliter ceux qui sont contre les règles et Shigekata met en place dans son domaine de nouvelles lois pénales complètement différentes.
Par ailleurs, Shigekata et Hori commencent la production de washi (papier japonais), de soie et du monopole de cire. Parfois, ils examinent la terre et sa production (kenchi, en japonais). Vers la fin de l'ère Hōreki (1751-1763), la situation financière du han s'est grandement améliorée.
Du riz stocké et des céréales soulagent le han lors de la famine de l'ère Tenmei.

### Critiques de la réforme
Parce qu'elle est si radicale, cette réforme ne manque pas d'entraîner des objections, en particulier de la part des samouraïs. En 1772, Matsuno Hichizou, un metsuke, souligne trois mauvais points de Hori. En 1774, Masuda Yaichiuemon, critique la réforme dans dix-huit lettres secrètes. Iguchi Souemon, un bugyō en faveur de la réforme, commet seppuku parce qu'il a été insulté par Nagaoka Mondo, adversaire de Hori. Ariyoshi Daizen, un karō, pratique de la magie contre Shigakata et Hori. Furukawa Koshoken, un journaliste de voyage, visite Kumamoto à la fin de la vie de Shigekata. Il constate un décalage entre la vie des gens ordinaires et la popularité de Shigekata et écrit qu'il pense qu'il n'y a politiquement rien de bon dans Kumamoto. Plus tard, Yokoi Shōnan critique la situation du domaine dans son ouvrage Jimu Shian.

## Écoles
Shigekata fonde une fameuse école han, le Jishuukan (en) au sein du château de Kumamoto en 1755. Cette école est connue pour avoir plus tard formé de nombreux érudits notables tels que Yokoi Shōnan, Inoue Kowashi et Kitasato Shibasaburō. Elle est ouverte à toute catégorie de personnes, si l'admission est acceptée, non seulement aux personnes de Kumamoto, mais aussi d'autres provinces, avec des bourses lorsque les élèves sont très brillants. Il n'existe à cette époque aucun système comparable dans les autres écoles han.
À l'époque la plus populaire, deux cent cinquante cinq écoles sont créées à l'époque d'Edo du Japon, une dans chaque han. Le Nisshinkan d'Aizu, le Kohjohkan de Yonezawa, le Kohdohkan de Mito, le Meirinkan de Choshu, le Shin-yukan de Nakatsu, la Kohdohkan de Saga et le Zohshikan de Satsuma sont d'autres écoles connues, en plus du Jishuukan (en).

### École de médecine
Shigekata crée aussi la première école han publique de médecine, le Saishunkan à Miyaderamura, Akitagun (à présent Nihongi) à Kumamoto en 1756. Le jardin botanique est créé à Yakuencho, Kumamoto,.

## Réforme du droit pénal
Une autre réforme importante qu'il met en œuvre concerne les lois pénales. Il n'existe alors comme punition que la peine de mort et l'exil. L'exil est remplacé par des coups de canne et les travaux forcés. Le tatouage est remplacé par le rasage des sourcils tous les cinq jours. l'idée de Hosokawa est de laisser les condamnés travailler pour les han et de les réintégrer dans la société. Sa réforme sert de modèle pour la restauration de Meiji. Ceux qui ont travaillé reçoivent de l'argent en prévision des jours suivant la punition.

## Activités académiques supplémentaires
À la fin de sa vie, Hosokawa Shigekata s'intéresse à la biologie et recueille des informations qui passent pour être de niveau professionnel sur des plantes et des animaux. Un dessin d'un intéressant animal, peut-être dessiné par un professionnel (bien qu'il dessine lui-même), est fait du loup de Honshū, espèce à présent éteinte. L'image du loup figure dans un livre. Il existe seize albums d'images précises d'animaux et de plantes sèches dans le Bunko eisei, la collection des trésors de la famille Hosokawa.
Du temps de Shigekata, les daimyos intéressés par les questions relatives à l'Occident sont rares. Il est connu comme daimyo unran-heki. Parmi les autres daimyo ran-heki figurent Shimazu Shigehide (1745-1833）et Shimazu Nariakira (1809-1858), tous deux du domaine de Satsuma. Ces daimyos cherchent des moyens de se procurer des livres ou des experts sur les enseignements de l'Occident.

Emblème (mon) du clan Hosokawa.